# 望遠鏡座ε
望遠鏡座ε，又名CP-65 3102，HD 138538、SAO 253226、HR 5771，是望遠鏡座的一颗恒星，视星等为4.11，位于銀經318.49，銀緯-8.57，其B1900.0坐标为赤經15h 27m 33.9s，赤緯-65° -8.57′ 50″。